# Новошотландский ретривер
Новошотла́ндский ретри́вер (англ. nova scotia duck tolling retriever), также то́ллер (англ. toller) — самая маленькая порода ретриверов, происходящая из Канады, где её вывели для подружейной охоты.

## Происхождение
Новошотландский ретривер был выведен в 19 веке в округе Ярмут в Новой Шотландии для приманивания и подачи водоплавающей птицы. Изначально породу называли утиной собакой Литтл-Ривер или Ярмутский толлер. Самые ранние записи в Новой Шотландии об охотниках, использующих собак для сбора уток, относятся к 17 веку.
Точное происхождение толлера неизвестно, возможно порода произошла от скрещивания спаниелей и сеттеров, ретриверов и колли. Также возможно, что порода происходит от ныне вымершей водяной собаки Святого Иоанна и голландского толлинга Kooikerhondje.
Официальное название этой породы Nova Scotia Duck Tolling Retriever, то есть «новошотландский приманивающий уток ретривер».

## Внешний вид

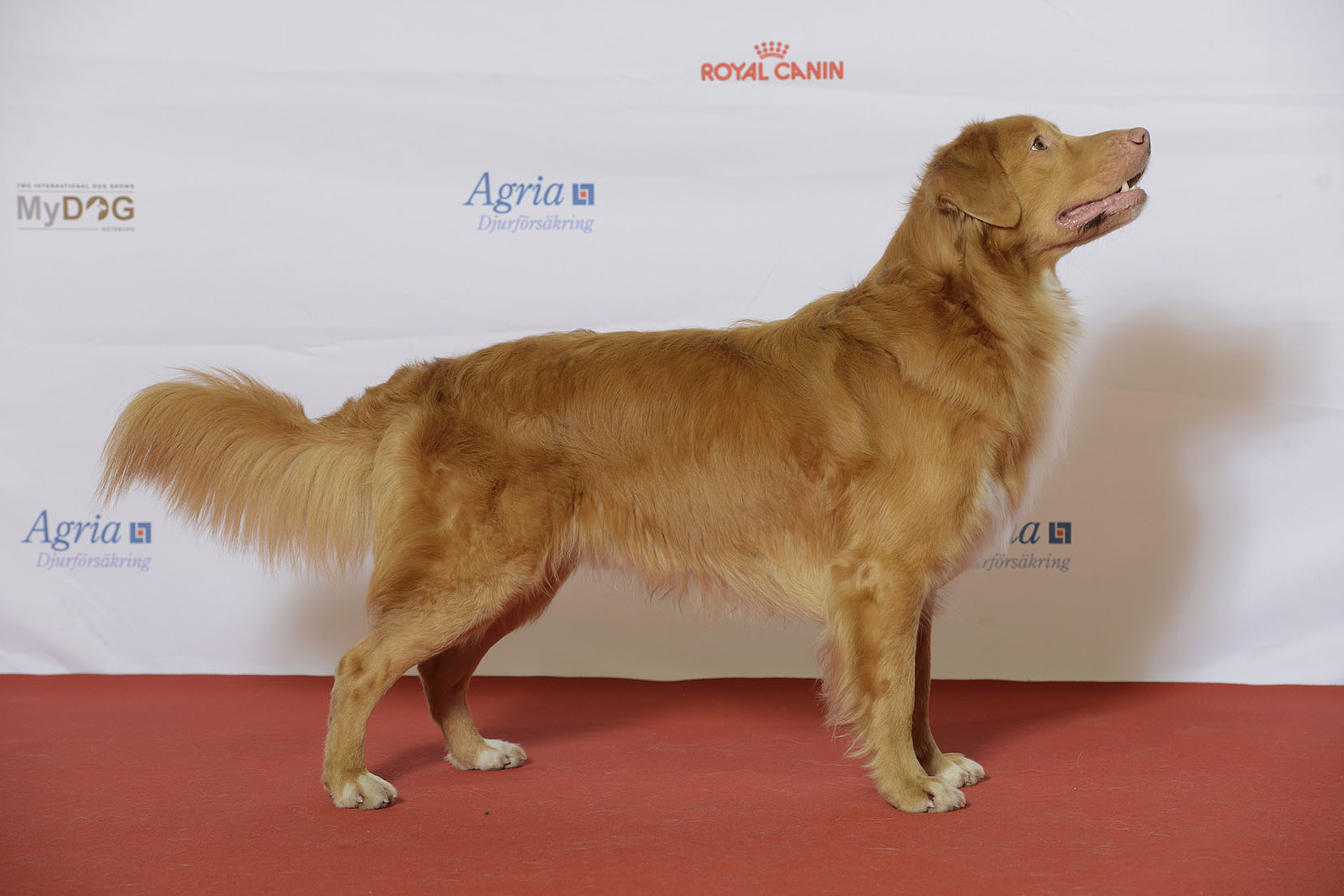
Новошотландский ретривер на выставке.

Новошотландский ретривер - собака среднего размера, рост кобелей 48-51 см при весе 20-23 кг, сук 45-48 при весе 17-20 кг. Новошотландский ретривер является самой маленькой породой из всех ретриверов.

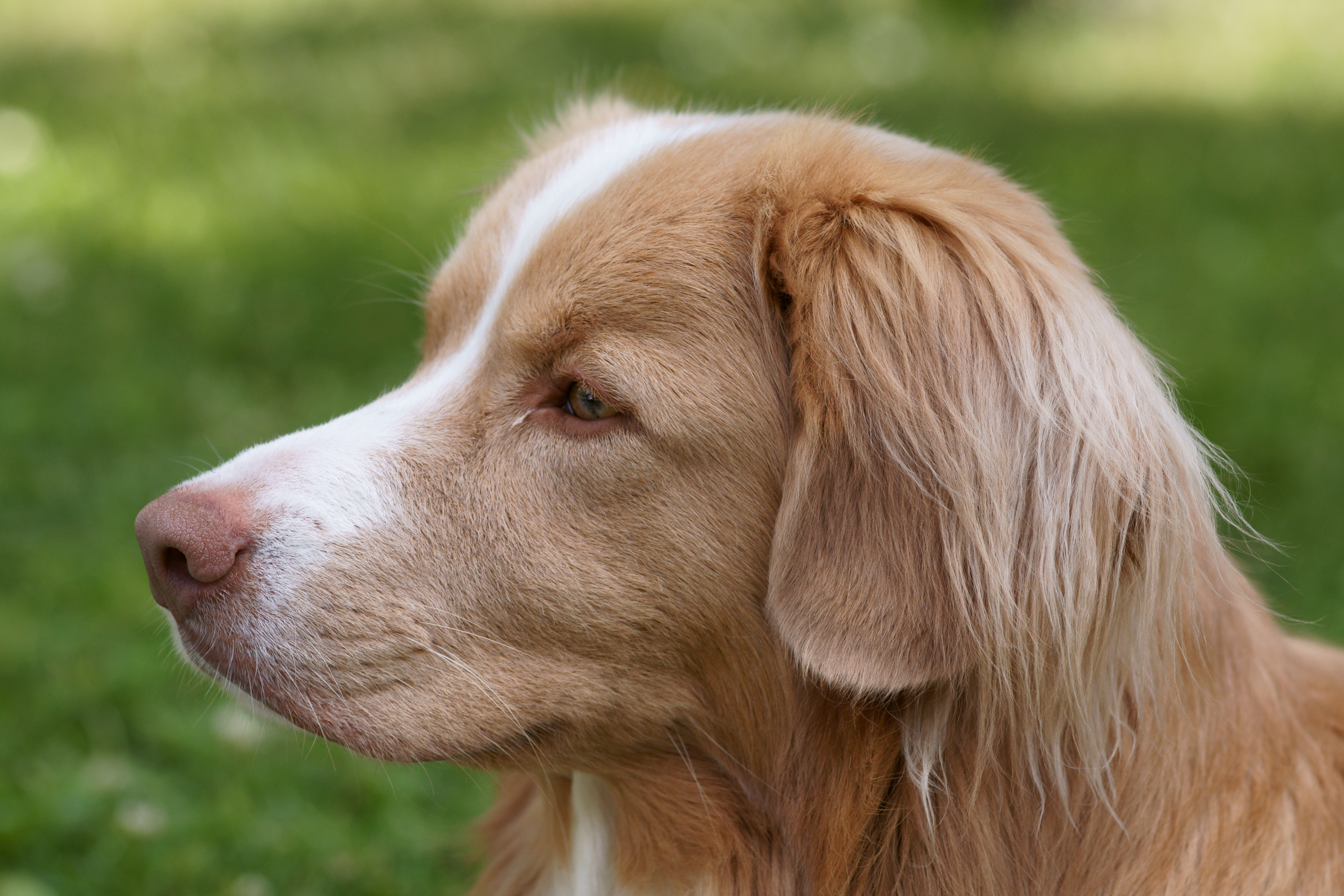
Морда толлера

Голова клинообразная с широким черепом, сужающимся к кончику носа. Челюсти сильные, но с мягкой хваткой. Глаза широко расставленные, среднего размера, миндалевидной формы. Уши средние, висячие, высоко посаженные. 
Костяк толлера крепкий и мощный. Спина короткая и прямая, грудь глубокая, поясница крепкая и мускулистая. Передние ноги прямые и параллельные, задние широко и прямо поставлены, мускулистые. Лапы с перепонками и толстыми подушечками.
Новошотландский ретривер выведен для подачи дичи из холодной воды, потому шерсть должна быть водоотталкивающая с покровным волосом средней длины и мягким, густым подшерстком. Могут быть очёсы.
Окрас может быть любых оттенков красного и рыжего с более светлыми очёсами и белым пятном/пятнами. Белые пятна могут быть на груди, лбу, лапах и кончике хвоста. Отсутствие пятен допускается. Нос, губы, окантовка глаз телесного цвета или чёрные.

## Характер и использование
Как и остальные ретриверы, толлеры — многогранные собаки, способные отлично себя проявить не только в охоте, но и в аджилити, обидиенсе и т. п. Но в целом, обучение толлера считается несколько более сложным, чем дрессировка золотистых ретриверов, лабрадоров и прямошерстных ретриверов. Это связано с тем, что монотонное повторение команд не слишком интересно для сообразительного и активного толлера, поэтому дрессировка новошотландского ретривера должна быть максимально разнообразной.
В отличие от общительных лабрадоров и золотистых ретриверов, толлеры более отстраненно относятся к посторонним людям и собакам, в своей семье они часто выбирают «вожака» и хотят быть собакой «одного хозяина».

## Использование

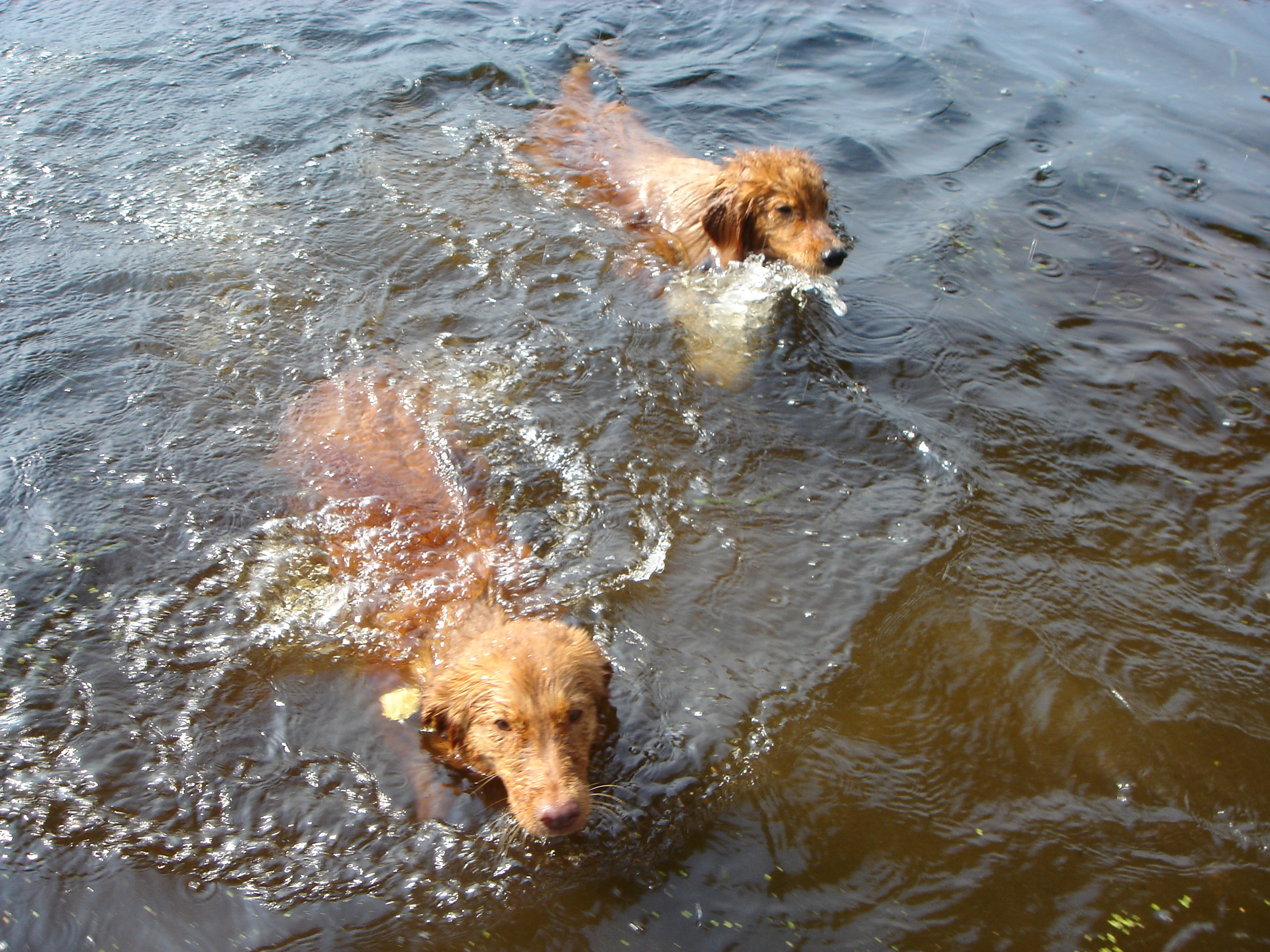
Ретривер в воде

Новошотландские ретриверы были созданы для приманивания и подачи водоплавающей птицы. Собака играет на берегу водоема, тем самым привлекая внимания птицы и заманивая её поближе к охотнику, чтобы тот смог выстрелить и попасть в птицу. После выстрела, собака подбирает жертву из воды и несёт охотнику. Как и у других ретриверов, у толлера мягкая пасть, благодаря которой он не прокусит птицу.